# John Eliot Thayer
John Eliot Thayer (3 de abril de 1862 - 29 de julho de 1933) foi um pesquisador dos Estados Unidos na área de zoologia.